# Julio Ramón Ribeyro
Julio Ramón Ribeyro Zúñiga (Lima, 31 de agosto de 1929-Lima, 4 de diciembre de 1994) fue un escritor peruano, considerado uno de los mejores cuentistas de la literatura latinoamericana. Es una figura destacada de la generación del 50 de su país, a la que también pertenecen narradores como Mario Vargas Llosa y Enrique Congrains Martin.
Nacido en el barrio de Santa Beatriz, Lima, vivió su infancia en el distrito de Miraflores. Cursó Letras y Derecho en la Pontificia Universidad Católica del Perú. En 1953 viajó a España con una beca de periodismo. Concluida dicha beca, pasó a Francia, donde siguió un curso en la Universidad de La Sorbona, que no concluyó. Permaneció en Europa realizando trabajos eventuales, alternando su estancia en París con breves temporadas en Alemania y Bélgica. En 1958 regresó al Perú y ejerció la docencia en la Universidad Nacional San Cristóbal de Huamanga. En 1961 retornó a París donde trabajó por más de diez años como redactor y traductor de la Agencia France Press. También ejerció como representante del Perú ante la Unesco. En 1972, el gobierno militar del Perú lo nombró agregado cultural en la embajada peruana en París. En 1973 se le detectó un cáncer pulmonar. Entre 1986 y 1990, ejerció como embajador-delegado permanente del Perú ante la Unesco. Regresó definitivamente al Perú en 1994 y falleció ese mismo año, víctima del cáncer.
Publicó los libros de cuentos Los gallinazos sin plumas (1955), Cuentos de circunstancias (1959), Tres historias sublevantes y Las botellas y los hombres (1964). Así como las novelas Crónica de San Gabriel (1960), Los geniecillos dominicales (1965) y Cambio de guardia (1976). Luego recopiló su obra cuentística en La palabra del mudo, agregando otros cuentos inéditos, cuya primera edición es de 1972 y que fue ampliada en 1977 y 1992. Póstumamente se hicieron otras ediciones, convirtiéndose en su obra más representativa y difundida. Su cuento emblemático, es, sin duda, «Los gallinazos sin plumas», narración descarnada sobre la vida en una barriada de Lima, que tiene como protagonistas a dos niños que recolectan desperdicios en los muladares, obligados por un abuelo desalmado.
Aunque el mayor volumen de su obra lo constituye su cuentística, sumada a su novelística, también destacó en otros géneros: ensayo, teatro, diario y aforismo. Su obra ha sido traducida al inglés, francés, alemán, italiano, holandés, polaco y al árabe. 
En el año de 1994, antes de su muerte, ganó el Premio de Literatura Latinoamericana y del Caribe Juan Rulfo.

## Biografía

### Primeros años (1929-1953)
Julio Ramón Ribeyro nació el 31 de agosto de 1929, en Santa Beatriz, Cercado de Lima. Hijo de Julio Ramón Ribeyro Bonello (empleado de la Casa Ferreyros) y Mercedes Zúñiga Rabines (secretaria bilingüe en el Banco Perú y Londres), fue el primero de cuatro hermanos (Juan Antonio, Mercedes y Josefina «Chamina»).
Su familia era de clase media, pero en generaciones anteriores había pertenecido a la clase alta. Entre sus ancestros se contaban personajes ilustres de la cultura y la política peruana, de tendencia conservadora y civilista. Su tatarabuelo, Juan Antonio Ribeyro, fue canciller de la República y presidente del Consejo de Ministros entre 1863 y 1864 y en 1872, así como rector de la Universidad de San Marcos; su bisabuelo, Ramón Ribeyro, fue también rector de la misma universidad, canciller de la República y ministro de Justicia, Culto e Instrucción.
En su niñez vivió en Santa Beatriz, que era un barrio de clase media limeño. Luego, en 1937, su familia se mudó a Miraflores, residiendo en el barrio de Santa Cruz, aledaño a la huaca Pucllana.
Su educación escolar la recibió en el Colegio Champagnat de Miraflores. La muerte de su padre, fallecido de tuberculosis, lo afectó mucho y complicó la situación económica de su familia.
Posteriormente, estudió Letras y Derecho en la Pontificia Universidad Católica del Perú, entre los años 1946 y 1952. Colaboró en la revista universitaria Letras peruanas, dirigida por Jorge Puccinelli. En la universidad coincidió con Pablo Macera, Alberto Escobar y Luis Felipe Angell «Sofocleto», entre otros jóvenes con intereses intelectuales y artísticos. 
Inició su carrera como escritor con el cuento La vida gris, que publicó en la revista Correo Bolivariano, en 1949. Otros cuentos suyos aparecieron en diversas revistas literarias por esa misma época. En 1952 ganó una beca de periodismo de ocho meses otorgado por el Instituto de Cultura Hispánica, que le permitió viajar a España.

### Primer viaje a Europa (1953-1958)
Ribeyro zarpó rumbo a España a bordo del Américo Vespucci, el 20 de octubre de 1952, llegando a Barcelona el 14 de noviembre. De ahí pasó a Madrid, donde permaneció un año, haciendo estudios en la Universidad Complutense de dicha ciudad. También escribió algunos cuentos y artículos. 
Culminada su beca en 1953, viajó a París, y residió en el barrio latino, para preparar una tesis sobre literatura francesa en la Universidad La Sorbona. Pero abandonó sus estudios y permaneció en Europa realizando trabajos eventuales, alternando su estancia en Francia con breves temporadas en Alemania y Bélgica.
Por ese entonces escribió su primer libro Los gallinazos sin plumas, una colección de cuentos de temática urbana, considerado como uno de sus más logrados escritos narrativos. Escrita en París, fue publicada en Lima, en 1955.
Entre 1955 y 1956 estuvo en Múnich, con una beca por un año, donde escribió su primera novela, Crónica de San Gabriel, que sería publicada en 1960. Regresó a París en 1956 y luego viajó a Amberes en 1957, donde trabajó en una fábrica de productos fotográficos.
En 1958, regresó a Alemania y permaneció un tiempo en Berlín, Hamburgo y Fráncfort del Meno. Durante su estadía europea tuvo que realizar muchos oficios para sobrevivir, como reciclador de periódicos, conserje, cargador de bultos en el metro, vendedor de productos de imprenta, etc.
Regresó a Lima en 1958. En ese mismo año publicó otra colección de cuentos: Cuentos de circunstancias. Trabajó como profesor en la Universidad Nacional de San Cristóbal de Huamanga, en Ayacucho, a cuya solicitud se dedicó a la creación de un Instituto de Cultura Popular, en 1959.
En 1960 publicó su novela Crónica de San Gabriel, que le hizo merecedor del Premio Nacional de Novela de ese año.

### Segundo viaje a Europa (1961)
En 1961, volvió a París, donde trabajó como periodista durante diez años en la Agencia France Press.
En 1964 publicó dos colecciones de cuentos: Tres historias sublevantes y Las botellas y los hombres. En 1965 dio a la luz su segunda novela: Los geniecillos dominicales, publicada en Lima.
En 1972, durante el gobierno militar de Juan Velasco Alvarado, fue nombrado agregado cultural en la embajada peruana en París. Se desempeñó también como ministro consejero y delegado adjunto ante la Unesco.
En 1973 publicó una recopilación de sus cuentos, bajo el título de La palabra del mudo; estando en vida, esta obra sería reeditada en 1977 y 1992, sumando cuatros volúmenes. Póstumamente se han hecho otras ediciones.
Se casó con Alida Cordero, con quien tuvo un único hijo, llamado Julio Ramón, como él. En 1973 se operó por primera vez de un cáncer pulmonar, provocado por su tabaquismo, y a raíz de lo cual recibió un largo tratamiento. Inspirado en esta experiencia, escribió un libro de cuentos titulado Solo para fumadores. En 1976 apareció su tercera novela, Cambio de guardia.

### Últimos años
Generoso con sus amigos y con escritores jóvenes, Ribeyro nunca tuvo enemigos y fue siempre muy valorado por sus contemporáneos. En 1985 fue nombrado embajador-delegado permanente del Perú ante la Unesco. Su designación vino a instancias del presidente Alan García, siendo ratificado por el Senado de la República. Asumió el cargo en 1986 y se mantuvo hasta 1990.
Tuvo un intercambio verbal muy áspero con su compatriota y colega Mario Vargas Llosa, a raíz de la discusión desatada en el Perú en torno a la proyectada estatización de la banca del primer gobierno de Alan García, que dividió a la opinión pública del país. Ribeyro criticó a Vargas Llosa por apoyar a los sectores conservadores de su país, oponiéndose así, según él, a la irrupción de las clases populares. Vargas Llosa no dejó pasar la oportunidad de responderle en sus memorias El pez en el agua (1993), señalándole su falta de coherencia, que lo llevaba a mostrarse servil con cada gobierno de turno, solo con el fin de mantener su cargo diplomático en la Unesco.
Sin embargo, al margen de dicho episodio, Vargas Llosa ha alabado incesantemente la obra literaria de Ribeyro, a quien considera como uno de los grandes narradores de habla hispana. La relación entre ambos autores, que compartieron piso en París, fue por lo demás compleja y llena de misterios.
Sus últimos años los pasó viajando entre Europa y el Perú. En 1994, poco antes de su fallecimiento, optó por radicar definitivamente en su patria.
Falleció el 4 de diciembre de 1994 en el Instituto Nacional de Enfermedades Neoplásicas (Surquillo), días después de obtener el Premio de Literatura Juan Rulfo, a cuya ceremonia de entrega en México no pudo asistir, yendo en su reemplazo su esposa Alida y su hijo Julio.
Fue enterrado en el Cementerio Jardines de la Paz (La Molina) y en su epitafio se puede leer un pensamiento sacado de su libro Prosas apátridas: «La única manera de continuar en vida es manteniendo templada la cuerda de nuestro espíritu, tenso el arco, apuntando hacia el futuro».

## Balance de su obra cuentística

### Elaboración
Su primer cuento, «La vida gris», publicado en 1950, apareció en la revista Correo Bolivariano. Es la historia de un hombre que lleva una vida gris, sin ambiciones ni penurias, tal como reza el final del cuento: «Fue una vida inútil, rotunda, implacablemente inútil». Es el primero de una serie de seis cuentos olvidados, que el autor publicó en diversos periódicos hasta 1953, pero que después no los tomaría en cuenta para posteriores recopilaciones. Son relatos fantásticos, bajo el influjo de Kafka.
Entre 1955 y 1992 escribió nueve libros de cuentos, que concentran lo mejor de su producción cuentística. El primero de ellos, titulado Los gallinazos sin plumas (de la que forma el cuento que da su nombre al conjunto) aparece ya saturado de realismo y muestra una constante que marcaría su obra: el retrato de personajes urbanos marginados, la mayoría pertenecientes a una clase media en proceso de deterioro.
El conjunto de esta obra cuentística lo reunió en el libro La palabra del mudo, publicado por primera vez en 1972 y que fue ampliando a lo largo de su carrera, hasta poco antes de su muerte (segunda edición en 1977 y la tercera en 1992), llegando a sumar 87 cuentos en total. El último cuento que escribió es el titulado «Surf», de carácter autobiográfico, que dejó inédito, con fecha de 26 de julio de 1994, cinco meses antes de su muerte.
Tras su fallecimiento, se hicieron más ediciones de La palabra del mudo. La última es la de la Editorial Seix-Barral, en dos volúmenes para el Perú (2009) y uno para España (2010), que abarca la totalidad de los cuentos publicados por el autor bajo el formato de libro, a lo que los editores sumaron los seis cuentos olvidados («La vida gris», «La huella», «El cuarto sin numerar», «La careta», «La encrucijada» y «El caudillo»), tres desconocidos («Los Huaqueros», «El Abominable» y «Juegos en la infancia») y el ya mencionado inédito («Surf»).
En 2024 se publicaron otros cinco cuentos que hasta entonces habían permanecido inéditos, descubiertos en la residencia parisina del escritor, gracias al trabajo de investigación de Jorge Coaguila, el biógrafo oficial de Ribeyro. Fueron publicados en el libro titulado: Invitación al viaje y otros cuentos inéditos. Con ellos, el corpus cuentístico de Ribeyro supera ya el número de cien, algo que el autor había deseado pero que la muerte le impidió cumplirlo.

### Cuentos representativos
Entre sus cuentos más célebres figuran «Los gallinazos sin plumas», «La insignia», «Al pie del acantilado», «Alienación», «Los cautivos», «El doblaje» y «Silvio en El Rosedal».
Su cuento emblemático, es, sin duda, «Los gallinazos sin plumas», narración descarnada sobre la vida en una barriada de Lima, que tiene como protagonistas a dos niños que son obligados por un abuelo desalmado a recolectar basura para alimentar a un cerdo insaciable.
Otro de sus cuentos representativos es «Alienación», en el que se narra la vida de Roberto, un muchacho afroperuano, cuyo único objetivo es convertirse en un blanco americano de los Estados Unidos y conquistar a la hermosa Queca. Este cuento fue traducido al inglés con el título de «Alienation», en la antología BEINGS: Contemporary Peruvian Short Stories, Berforts Press, Londres, 2014.

## Valoración
Con las obras de Julio Ramón Ribeyro, aparecidas en la década de 1950, el Realismo Urbano llegó a su desarrollo pleno en el Perú, y abrió camino para las obras de otros autores del boom latinoamericano en el Perú, como Mario Vargas Llosa y Alfredo Bryce Echenique. Ribeyro, sin embargo, prefirió vivir alejado del denominado Boom.
Según Antonio Cornejo Polar, Ribeyro es el narrador más destacado de la Generación del 50, y uno de los mejores cuentistas de toda la literatura peruana. Para Luis Alberto Sánchez, Ribeyro es «uno de los cuentistas más certeros y finos dentro de la tendencia realista».
Sus cuentos y novelas están narrados con estilo sencillo e irónico. Los personajes de sus relatos, pertenecientes por lo general a la clase media establecida o la clase baja ascendente, frecuentemente se encuentran ante situaciones de quiebre y fracaso, usualmente ante pequeñas tragedias personales o cotidianas que se articulan con los discursos en constante pugna: el racismo, los rezagos de una Lima colonial anquilosada, la migración campo-ciudad; así como sentimientos personales como la soledad y el fracaso.
Según lo que ha referido el mismo Ribeyro en una entrevista que concedió a Jorge Coaguila en 1992, el 90% de sus escritos se inspiran en sus propias vivencias. Incluso, hasta un cuento del tipo fantástico, como «La insignia», se basa en una anécdota que le sucedió a un tío suyo.
La crítica especializada incluye a Ribeyro en el trío más importante de los cuentistas hispanoamericanos, junto con Julio Cortázar y Jorge Luis Borges.
Pero Ribeyro no solo cultivó el cuento y la novela, sino que incursionó en otros campos: el ensayo, los aforismos o “dichos”, el teatro, los diarios y las cartas. Según Carlos Eduardo Zavaleta, sus libros de aforismos (Dichos de Luder y Prosas apátridas), son libros valiosos, elegantes, irónicos, e incluso profundos en pensamientos.

## Publicaciones

### Libros de cuentos
| Año  | Título                     | N.º de cuentos | Contenido |
| ---- | -------------------------- | -------------- | --- |
| 1955 | Los gallinazos sin plumas  | 8              | - Los gallinazos sin plumas - Interior «L» - Mar afuera - Mientras arde la vela - En la comisaría - La tela de araña - El primer paso - Junta de acreedores |
| 1958 | Cuentos de circunstancias  | 12             | - La insignia - El banquete - Doblaje - El libro en blanco - La molicie - La botella de chicha - Explicaciones a un cabo de servicio - Página de un diario - Los eucaliptos - Scorpio - Los merengues - El tonel de aceite |
| 1964 | Las botellas y los hombres | 10             | - Las botellas y los hombres - Los moribundos - La piel de un indio no cuesta caro - Por las azoteas - Dirección equivocada - El profesor suplente - El jefe - Una aventura nocturna - Vaquita echada - De color modesto |
| 1964 | Tres historias sublevantes | 3              | - Al pie del acantilado - El chaco - Fénix |
| 1972 | Los cautivos               | 12             | - Te querré eternamente - Bárbara - La piedra que gira - Ridder y el pisapapeles - Los cautivos - Nada que hacer, monsieur Baruch - La estación del diablo amarillo - La primera nevada - Los españoles - Papeles pintados - Agua ramera - Las cosas andan mal, Carmelo Rosa                                                                         |
| 1972 | El próximo mes me nivelo   | 9              | - Una medalla para Virginia - Un domingo cualquiera - Espumante en el sótano - Noche cálida y sin viento - Los predicadores - Los jacarandás - Sobre los modos de ganar la guerra - El próximo mes me nivelo - El ropero, los viejos y la muerte |
| 1973 | La palabra del mudo        |                | Antología de cuentos |
| 1977 | Silvio en El Rosedal       | 15             | - Terra incognita - El polvo del saber - Tristes querellas en la vieja quinta - Cosas de machos - Almuerzo en el club - Alienación - La señorita Fabiola - El marqués y los gavilanes - Demetrio - Silvio en El Rosedal - Sobre las olas - El embarcadero de la esquina - Cuando no sea más que sombra - El carrusel - La juventud en la otra ribera |
| 1987 | Solo para fumadores        | 8              | - Solo para fumadores - Ausente por tiempo indefinido - Té literario - La solución - Escena de caza - Conversación en el parque - Nuit caprense cirius illuminata - La casa en la playa |
| 1992 | Relatos santacrucinos      | 10             | - Mayo 1940 - Cacos y canes - Las tres gracias - El señor Campana y su hija Perlita - El sargento Canchuca - Mariposas y cornetas - Atiguibas - La música, el maestro Berenson y un servidor - Tía Clementina - Los otros |
| 2024 | Invitación al viaje        | 5              | - Invitación al viaje - La celada - Monerías - Las laceraciones de Pierluca - Espíritus |

### Novela
- 1960: Crónica de San Gabriel. Premio Nacional de Novela del mismo año.
- 1965: Los geniecillos dominicales. Premio de Novela del diario Expreso.
- 1976: Cambio de guardia.

### Teatro
- 1975: Santiago, el Pajarero. Obra de teatro basada en Santiago el Volador, personaje de las Tradiciones Peruanas de Ricardo Palma.
- 1981: Atusparia.

### Otros géneros
- 1975: La caza sutil (ensayos).
- 1975: Prosas apátridas (sin clasificación).
- 1989: Dichos de Luder (sin clasificación).
- 1992-1995: La tentación del fracaso (diarios).[36]
- 1996-1998: Cartas a Juan Antonio (correspondencia).

## Premios
- Premio Nacional de Novela (1960)
- Premio de Novela del diario Expreso (1963)
- Premio Nacional de Literatura (1983)
- Premio Nacional de Cultura (1993)
- Premio de Literatura Latinoamericana y del Caribe Juan Rulfo (1994)

## Iconografía
- Retrato de Julio Ramón Ribeyro por "su entrañable amigo Herman Braun (diseñador de la carátula de La Palabra del Mudo)"[1]
- Retrato de Julio Ramón Ribeyro por el fotógrafo español Baldomero Pestana.

1. ↑  «EL REGRESO DE LOS PARISINOS». Somos (Lima) (74): 11. 7 de mayo de 1988.